# Omar Beltré
Omar Beltré (nacido el 24 de agosto de 1981 en San Juan) es un lanzador dominicano que se encuentra en la agencia libre.

## Primeros años
Beltré recibió un bono de $600,000 dólares, el más grande dado por los Rangers a un adolescente de América Latina, para firmar con el club como amateur el 1 de marzo de 2000. Fue asignado al equipo de los Rangers en la Gulf Coast League, y tuvo récord de 5-4 con una efectividad de 3.54 y ponchó a 44 en su primera temporada como profesional. Mejoró con récord de 6-3 con una efectividad de 3.38 y 83 ponches en el equipo Pulaski Rangers de la Appalachian League en 2001, liderando a su equipo tanto en victorias y ponches.
Luego de perderse toda la temporada 2002 con una lesión, volvió tener récord de 3-3 con una efectividad de 2.39 para Clinton LumberKings de la Midwest League en 2003. Después de haber sido utilizado principalmente como abridor hasta ese momento, Beltré sólo hizo cinco aperturas en 2003, e hizo once apariciones desde el bullpen.

## Red de tráfico de personas
Después de terminar con récord de 5-5 con una efectividad de 2.45 y 47 ponches en 46 partidos (todos como relevista) en Clase-A avanzada con el equipo Stockton Ports en el 2004, Beltré recibió su primera invitación a los entrenamientos de primavera. Cuando fue a la embajada de EE. UU. en enero de 2005 para recoger su visa de trabajo, los funcionarios del consulado estaban esperando. De acuerdo a la información de los Rangers, los funcionarios del consulado pronto descubrieron un excesivo número de jóvenes peloteros de ligas menores que se habían casado en un corto período de tiempo con mujeres a quienes previamente se les había negado la visa.
Beltré inmediatamente admitió su culpabilidad de su implicación en una red de tráfico humano, y le aseguraron que lo más probable es que sólo reciba una exclusión de un año, y que él sería capaz de volver a aplicar el año siguiente. Al final resultó que, se le prohibió la entrada a Estados Unidos por cinco años, limitándolo a la pelota invernal, la Dominican Summer League y los torneos internacionales.

## Temporada 2010
Después de los entrenamientos de primavera, Beltré fue asignado a Triple-A con el equipo Oklahoma City RedHawks de la Pacific Coast League, donde tuvo récord de 0-5 con una efectividad de 2.39 en quince partidos (cinco como abridor) antes de ser llamado a las Grandes Ligas.